# Keiko Fuji
Keiko Fuji (japanska: 藤圭子,?, Fuji Keiko), egentligen Junko Utada (japanska: 宇多田純子?, Utada Junko), ursprungligen Junko Abe, född 5 juli 1951 i Ichinoseki, Iwate prefektur, död 22 augusti 2013 i Tokyo, var en sångare i den japanska enkagenren. Hon hade sin glansperiod under 1970-talet, när enkan var som populärast.
Fuji kom från en musikfamilj: Hennes far sjöng rōkyoku och hennes mor var en shamisenspelare, ett på hennes tid vanligt yrke bland blinda. Fuji följde med sina föräldrar på spelningar och turnéer redan som barn och sjöng ibland med dem.
År 1970 blev hennes stora genombrottsår. Hon deltog då i Kōhaku Uta Gassen, en stor japansk musiktävling, i det vinnande laget tillsammans med Hibari Misora. Samma år släppte hon sitt första fullängdsalbum (singeln Shinjuku no onna kom året innan), med den omständliga titeln Shinjuku no Onna/”Enka no Hoshi”, Fuji Keiko no Subete (新宿の女/「演歌の星」藤圭子のすべて). Den toppade Oricon-listan 20 veckor i rad, vilket fortfarande är rekors.  Nästa album, släppt senare samma år, tog över förstaplatsen och toppade listan i ytterligare 17 veckor i följd.
Keiko Fuji var mor till artisten Hikaru Utada och var tidigare gift med producenten Teruzane Utada.